# Lista personajelor din Familia mea dementă
Acestea sunt personajele emisiunii TV Familia mea dementă. Personajele sunt notate doar o singură dată, în mod normal în ordinea în care se încadrează; Personajele neimportante sunt notate împreună cu personajele cu care sunt asociate.

## Familia Griffin
- Peter Griffin - tatăl
- Lois Griffin - mama
- Meg Griffin - fiica adolescentă
- Chris Griffin - fiul adolescent
- Stewie Griffin - copilul mic
- Brian Griffin - câinele vorbitor al familiei

### Rude

#### Familia lui Peter
- Francis Griffin (decedat) - Tatăl irlandez catolic adoptiv a lui Peter. El este împotriva a tuturor aspectelor legate de familia lui Peter, considerându-le imorale și leneșe, dar cel mai mult îl deranjează că este însurat cu o femeie protestantă. Pentru el, munca este cel mai important lucru în viață. A lucrat timp de 60 de ani la moara din Pawtucket, și pentru scurt timp a fost supraveghetor la fabrica de jucării a lui Peter. În episodul "Peter's Two Dads", în timpul petrecerii zilei de naștere a lui Meg, Peter, fiind beat, a căzut peste Francis. În același episod el a fost dus la spital unde a murit, dr. Hartmann spunând că rănile sunt prea grave. Ultimele cuvinte spuse de el lui Peter au fost "Esti un bețivan gras și împuțit!". Mai târziu a apărut sub forma unei stafii pentru a-l încuraja pe Peter în concursul de băut împotriva lui Mickey McFinnigan.
- Thelma Griffin - Fosta nevastă a lui Francis și mama lui Peter. Ea are 83 de ani, păr gri și riduri sub ochi. Ea poartă cercei și mărgele mov. Ea mai poartă ochelari, la fel ca fiul și soțul ei, și este o fumătoare înrăită. Înaintea morții lui Francis, ea a divorțat de el deoarece "ea avea nevoi pe care el nu le îndeplinea".
- Mickey McFinnigan - Tatăl irlandez biologic a lui Peter, care a avut o aventură cu Thelma Griffin în vacanta ei în Irlanda înainte ca Peter să se nască, precum este povestit în "Peter's Two Dads". El este bețivanul satului, ceea ce este o onoare. El nu a crezut că Peter este fiul lui până când Peter l-a provocat la un concurs de băut și a câștigat, câștigând și dragostea și respectul lui. Cum este astfel înrudit Peter cu Nate Griffin și alți strămoși Griffin rămâne neexplicat.
- Nate Griffin (decedat) - Strămoșul negru a lui Peter. Menționat prima oară în "Peter Griffin: Husband, Father...Brother?". Aparținând ca un sclav lui Silas Pewterschmidt, el s-a îndrăgostit și a făcut dragoste în secret cu Lois "Laura Bush Lynne Cheney" Pewterschmidt, creând astfel o familie interrasială. El și familia lui s-au refugiat în Quahog după ce au fost descoperiți de Silas.
- Bertram - Frate vitreg și inamicul lui Stewie, necunoscuți de ceilalți membrii ai familiei în afară de Brian. Bertram apare sub forma unui spermatozoid în "Emission Impossible", și sub forma unui copil în "Sibling Rivalry", cu același aspect fizic în ambele episoade.

#### Familia lui Lois
- Carter Pewterschmidt - Industrialist miliardar și proprietarul U.S. Steel și CNN, ultima câștigând-o într-un joc de poker. Din cauza lui Peter, un as în poker pe atunci, a aflat Carter că oponentul lui bluffează. El este soțul lui Barbara, și tatăl lui Lois, Carol și Patrick. El îl urăște profund pe Peter
- Barbara Pewterschmidt - Soția lui Carter, mama lui Lois, Carol și Patrick
- Carol Pewterschmidt - Sora lui Lois Griffin și a lui Patrick Pewterschmidt, fiica lui Carter și a Barbarei; ea a avut nouă copii până acum, și toți au părăsit-o. Ea a avut un copil în episodul "Emission Impossible"
- Patrick Pewterschmidt - Fratele lui Lois, care a fost închis într-un ospiciu de părinții lui după ce a văzut-o pe mama lui făcând dragoste cu Jackie Gleason (lucru ce cauzează comportament deosebit de agresiv, ori de câte ori i se amintește de vedetă).
- Marguerite Pewterschmidt (decedată) - Mătușa lui Carter. Ea a fost proprietara palatului Cherrywood Manor în Newport (cunoscut acum ca fiind "primul bordel american prezidențial"). Ea a murit în timpul unei vizite la familia Griffin, drept pentru care Lois a moștenit Cherrywood Manor. Ea împărțea ura lui Carter pentru Peter.
- Silas Pewterschmidt (decedat) - Strămoș a familiei Pewterschmidt. Unu din primii coloniștii ai americii. El a negociat cu indigenii ținând cuțitul la gâtul unui bebeluș, dând la schimb viața lui pentru porumb. Era proprietarul lui Nate Griffin, strămoșul lui Peter. Seamănă mult cu Carter
- Lois Laura Bush Lynne Cheney Pewterschmidt (decedată) - Fiica lui Silas Pewterschmidt. S+a îndrăgostit cu Nate Griffin și a întemeiat o familie. S-a refugiat cu familia lui în Quahog după ce au fost descoperiți de Silas.

#### Familia lui Brian
- Biscuit (decedată) - Mama lui Brian. El a fost luat de lângă ea când era un cățeluș. Când a murit, proprietarii lui Biscuit au împăiat-o și au transformat-o într-o masă. Când Brian descopera aceasta, împreună cu Stewie, o fură și o îngroapă într-un parc din apropiere.
- Jasper - Vărul homosexual a lui Brian, cunoscut pentru faptul că spune în mod constant glume murdare. Este însurat cu Ricardo, un "băiat slab și fără păr din Filipine". Brian a împărțit cu Jasper o caperă când s-a mutat la Hollywood, unde a regizat filme porno. Jasper locuieste în Los Angeles și predă dans la Club Med. El este unu dintre puținii câini antropomorfici care apar în emisiune în afară de Brian și Todd.
- Ricardo - Partenerul de viață a lui Jasper. S-au însurat în episodul "You May Now Kiss the...Uh...Guy Who Recieves". El nu vorbeste engleză și, într-o scenă ștearsă din același episod, nici măcar nu realizează că se însoară cu Jasper, datorita faptului că sunt ambii bărbați.
- Dylan Flannigan - Fiul om a lui Brian, prezentat în "The Former Life of Brian". Dylan s-a născut cu o fostă prietenă a lui Brian. După ce relația dintre cei doi s-a terminat și s-a născut Dylan, mama acestuia a devenit supraponderală și săracă și nu s-a mai ocupat de educația lui Dylan, care a devenit un infractor. Deși inițial nu l-a plăcut pe Brian, după ce s-a dus să locuiască la el și au descoperit lucruri comune (fumatul de iarbă), Dylan și-a schimbat viața și s-a dus să locuiască cu mama lui din nou, ca să o ajute.

#### Alții
- Todd (decedat) - Câinele pe care îl avea familia Griffin înainte sa îl aibe pe Brian. Ca și Brian, el a fost antropomorfic. El a trăit 15 ani.
- Fluffy - Fluffy este o pisică agresivă cumpărată de familia Griffin pentru a-l înlocui pe Brian când acesta a plecat de acasă în episodul "Brian: Portrait of a Dog", însă au scăpat de el fiindcă nu au putut sa facă față agresivității lui.
- Jimmy - Rezerva lui Meg pentru întâlniri și baluri. El apare prima oară în episodul "8 Simple Rules for Buying My Teenage Daughter" la școală, când Meg îl cheamă în oraș pentru a-l face invidios pe Neil Goldman. El răspunde că va fi în spital în seara aceea, după care își face o gaură în stomac și se târăște încet din cadru. A doua oară apare în "Barely Legal", când Meg îi spune lui Brian că până chiar și "rezerva lui Jimmy are planuri". Imediat după aia apare un clip în care Meg merge la Jimmy acasă să îl cheme în oraș. El nu spune nimic, în schimb intră în casă și se aud sunete de armă, după care se întoarce plângând și spune că trebuie să meargă la înmormântarea fratelui lui. Scopul lui Jimmy este aparent de a arăta cât de urâtă e Meg. Numele de familie a lui Jimmy nu este menționat de loc.
- Seabreeze - Câinele familiei Pewterschmidt, un ogar premiat. A avut o aventură cu Brian în "Screwed the Pooch", dar era deja gravidă cu Ted Turner.
- O'Brian - O oaie vorbitoare care îi aparține lui Mickey McFinnigan. El seamănă foarte mult cu Brian în măsura în care și Peter seamană cu Mickey.

## Alte familii

### Familia Brown
- Cleveland Brown - Unul dintre vecinii cei mai buni prieteni lui Peter, și unu dintre puținii negrii care apar în emisiune.
- Loretta Brown - Fosta nevastă a lui Cleveland și mama lui Cleveland, Jr. Ea îl trata destul de rău pe Cleveland din cauza naturii plictisitoare a acestuia, unu dintre motivele principale pentru care l-a părăsit, pe lângă faptul că îl înșela cu Glenn Quagmire.
- Cleveland Brown, Jr. - Fiul hiperactiv a lui Cleveland și a Lorettei. Nu a fost văzut de la divorțul părinților lui.
- Bernice - Noua prietenă a lui Cleveland. Apare pentru prima oară în episodul "Believe It or Not, Joe's Walking on Air"

### Familia Campbell
Familie nudistă care apare pentru prima oară în episodul "From Method to Madness", prieteni buni cu familia Griffin. Dave și Dottie au apărut în "Road to Europe" și la sfârșitul DVD-ului Stewie Griffin: The Untold Story
- Dave Campbell – Soțul nudist alui Dottie și tatăl lui Jeff și a unui bebelul masculin fără nume. A fost salvat de la înec de către Peter și echipa lui de pescari. Este membru a armatei KISS.
- Dottie Campbell – Nevasta nudistă a lui Dave, și mama lui Jeff și a fratelui lui.
- Jeff Campbell – Fiul în vârstă de 16 ani a lui Dave și Dottie. Este de asemenea nudist, și a ieșit odată cu Meg Griffin; relația lor nu a rezistat ulterior.

### Familia Goldman
- Mort Goldman - Un farmacist evreu, și unu dintre prietenii lui Peter. Suferă de multe problem jenante de sănătate.
- Muriel Goldman - Nevasta lui Mort.
- Neil Goldman - Fiul tocilar a lui Mort și Muriel, care a fost îndrăgostit de Meg.

### Familia Quagmire
- Glenn Quagmire - Vecin a lui Peter și cel mai vechi prieten a lui. Este cunoscut pentru comportamentul sexual ciudat.
- Joan Quagmire (decedată) - În ultima zi a slujbei ei de o săptămână ca menajeră în casa Quagmire, Glen a fost atras de ea și s-au însurat. După ce s-au însurat ea a amenințat că se sinucide și că îl omoară și pe Quagmire dacă ar părăsi-o. Ea a murit după ce a atins Moartea pentru a-l salva pe Quagmire care a simulat moartea lui proprie după ce a pierdut interesul față de ea.

### Familia Swanson
- Joe Swanson - Vecinul paralitic a familiei Griffin (a fost rănit în timpul serviciului de polițist) și unul dintre cei mai buni prieteni a lui Peter. Are probleme cu furia.
- Bonnie Swanson - Nevasta timidă a lui Joe, care este gravidă de la începutul emisiunii.
- Kevin Swanson - Fiul adolescent a lui Joe și a lui Bonnie, care la un moment dat a fost îndrăgostit de Meg cu care a și ieșit. Are probleme cu furia, asemenea tatălui său.

### Familia Tucker
- Tom Tucker - Un știrist local care lucrează la Canalul 5. În episodul pilot îl chema Mike.
- Stacy Tucker - A doua nevastă a lui Tom și mama vitregă a lui Jake. Este sugerat că cei doi au divorțat.
- Jake Tucker - Fiul diform a lui Tom Tucker și fost coleg de clasă cu Chris. Are fața pe dos. În episodul "It Takes a Village Idiot, and I Married One", fața lui Jake este întoarsă normal din cauza apei poluate.